# Хигаси-Одзима (станция)

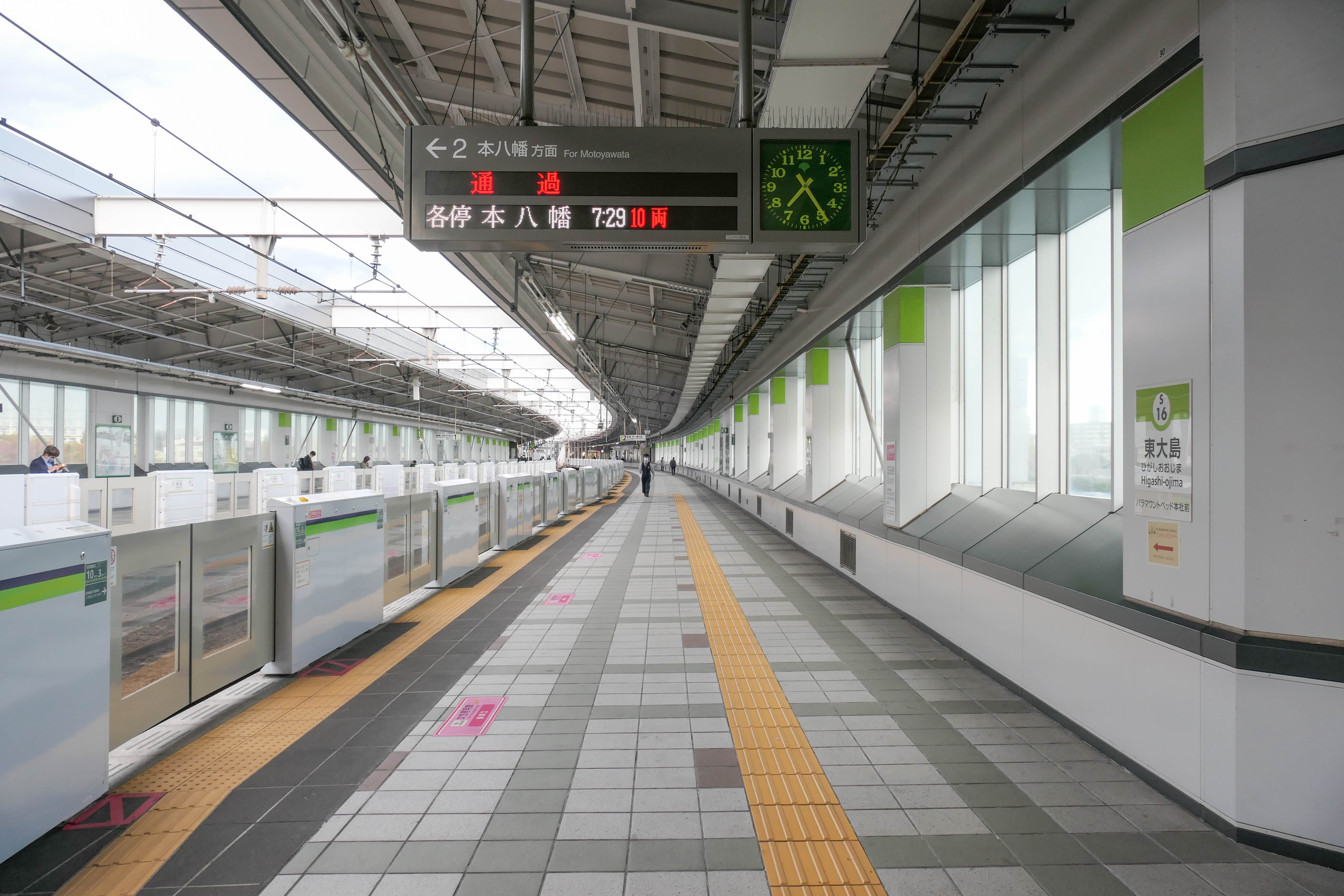
Платформа №2 станции

Станция Хигаси-Одзима (яп. 東大島駅 хигаси одзима эки) — железнодорожная станция, расположенная в специальном районе Кото в Токио. Станция обозначена номером S-16. Была открыта 21 декабря 1978 года. На станции установлены автоматические платформенные ворота.

## Планировка станции
2 боковые платформы и 2 пути.
| 1 | ○ Линия Синдзюку | Бакуро-Ёкояма, Синдзюку, Сасадзука, Хасимото |
| 2 | ○ Линия Синдзюку | Мотоявата                                    |

## Окрестности станции
Станция расположена к юго-востоку от пересечения Токийских городских шоссе 50 (Син-Охаси-Дори) и 477 (Бансёбаси-Дори), платформы станции пересекают реку Кю-Нака. В районе станции расположены несколько парков и зон отдыха, а к юго-востоку от станции расположен микрорайон Коматсугава(-данти). Также в районе станции расположены:
- Аракава
- Парк Одзима-Комацугава
- Библиотека Хигаси-Одзима
- Jōtō Social Insurance Hospital

## Автобусы
Toei Bus
- Хигаси-Одзима-Экимаэ (Одзима-Гути)
  - Мон 21: до станции Мондзэн-Накатё через Камэ-Такахаси и станцию Тоётё
  - Куса 24: до Асакуса-Котобукитё
  - Кин 28: до Кинситё Экимаэ
  - Ё 20: до станции Тоётё через Kōtō Geriatric Medical Center
  - (без обозначения): до Касайбаси
- Хигаси-Одзима-Эки-Иригути
  - Камэ 24: до Касайбаси, Камэйдо, Хигаси-Одзима Экимаэ
  - FL01: до Кинситё-Экимаэ, Касай Экимаэ
- Хигаси-Одзима-Экимаэ (Камацугава-Гути)
  - Хира 28: до Хираи-Сосядзё
  - AL01: до Вишнёвого Сада (замкнутый)

## Близлежащие станции
| «                           |                | Линия          |                | »              |
| Линия Синдзюку              | Линия Синдзюку | Линия Синдзюку | Линия Синдзюку | Линия Синдзюку |
| --------------------------- | -------------- | -------------- | -------------- | -------------- |
| Одзима                      | Одзима         | Local          | Фунабори       | Фунабори       |
| Express: не останавливается |                |                |                |                |